# INTA-100
El INTA-100 fue un cohete sonda español de dos etapas desarrollado por el Instituto Nacional de Técnica Aeroespacial en los años 1980 para la investigación meteorológica. 
Su desarrollo tenía como objetivo lanzar cargas útiles pequeñas así como la preparación del futuro cohete Capricornio. El primer lanzamiento de una maqueta tuvo lugar el 11 de junio de 1984. Posteriormente se abandonó y se recuperó en el año 1990 como parte del programa Capricornio. sucedido por diversas pruebas hasta el lanzamiento en condiciones reales, el 7 de abril de 1992.
Era capaz de llevar una carga útil de 6 kg hasta 115 km de apogeo. Su masa total eran 70 kg, con un diámetro de 10 cm y una longitud de 4 m. La combustión de su motor principal duraba 42 segundos. Usaba como primera etapa el cohete aire-tierra INTA S-12 y como segunda, la llamada Urbión. El cohete fue producido íntegramente en España y fue utilizado por el Instituto Nacional de Meteorología.

## Lanzamientos
| Sitio de lanzamiento | Fecha      | Referencia   | Propósito del lanzamiento              | Resultado |
| -------------------- | ---------- | ------------ | -------------------------------------- | --------- |
| El Arenosillo        | 11/06/1984 | INTA MZ-8401 | Prueba, Zorzal 1, Maqueta              | Éxito     |
| El Arenosillo        | 12/06/1984 | INTA MZ-8402 | Prueba, Zorzal 2, Maqueta              | Éxito     |
| El Arenosillo        | 13/06/1984 | INTA RP-8401 | Lastrado, Rocío 1                      | Éxito     |
| El Arenosillo        | 27/03/1985 | INTA RP-8501 | Lastrado, Rocío 2                      | Éxito     |
| El Arenosillo        | 18/06/1985 | INTA RP-8502 | Lastrado, Rocío 3                      | Fallo     |
| El Arenosillo        | 24/06/1985 | INTA RP-8503 | Lastrado, Rocío 4                      | Éxito     |
| El Arenosillo        | 13/11/1985 | INTA RP-8504 | Lastrado, Rocío 5                      | Éxito     |
| El Arenosillo        | 15/11/1985 | INTA RP-8505 | Chaff, Rocío 6                         | Éxito     |
| El Arenosillo        | 17/10/1990 | INTA MZ-9001 | Prueba, M0, Maqueta                    | Éxito     |
| El Arenosillo        | 21/10/1990 | INTA MZ-9002 | Prueba, M1, Maqueta semiactiva         | Éxito     |
| El Arenosillo        | 22/10/1990 | INTA MZ-9003 | Prueba, M2, Maqueta semiactiva         | Éxito     |
| El Arenosillo        | 18/01/1991 | INTA RP-9101 | Prueba, Rocío 7, Prototipo             | Éxito     |
| El Arenosillo        | 18/01/1991 | INTA RP-9102 | Meteo, Rocío 8, Prototipo              | Fallo     |
| El Arenosillo        | 14/10/1991 | INTA RP-9103 | Prueba, Rocío 9, 25 años en Arenosillo | Éxito     |
| El Arenosillo        | 15/10/1991 | INTA RP-9104 | Prueba, Rocío 10                       | Éxito     |
| El Arenosillo        | 07/04/1992 | INTA RP-9201 | Carga útil tecnológica, Rocío 11       | Éxito     |
| El Arenosillo        | 08/04/1992 | INTA RP-9202 | Carga útil tecnológica, Rocío 12       | Éxito     |